# Le Miroir
Le Miroir är en kommun i departementet Saône-et-Loire i regionen Bourgogne-Franche-Comté i östra Frankrike. Kommunen ligger i kantonen Cuiseaux som tillhör arrondissementet Louhans. År 2022 hade Le Miroir 593 invånare.

## Befolkningsutveckling
Antalet invånare i kommunen Le Miroir
| Referens: INSEE |